# GNAT1
GNAT1 (англ. G protein subunit alpha transducin 1) – білок, який кодується однойменним геном, розташованим у людей на короткому плечі 3-ї хромосоми.  Довжина поліпептидного ланцюга білка становить 350 амінокислот, а молекулярна маса — 40 041.
| 10         |  | 20         |  | 30         |  | 40         |  | 50         |
| ---------- |  | ---------- |  | ---------- |  | ---------- |  | ---------- |
| MGAGASAEEK |  | HSRELEKKLK |  | EDAEKDARTV |  | KLLLLGAGES |  | GKSTIVKQMK |
| IIHQDGYSLE |  | ECLEFIAIIY |  | GNTLQSILAI |  | VRAMTTLNIQ |  | YGDSARQDDA |
| RKLMHMADTI |  | EEGTMPKEMS |  | DIIQRLWKDS |  | GIQACFERAS |  | EYQLNDSAGY |
| YLSDLERLVT |  | PGYVPTEQDV |  | LRSRVKTTGI |  | IETQFSFKDL |  | NFRMFDVGGQ |
| RSERKKWIHC |  | FEGVTCIIFI |  | AALSAYDMVL |  | VEDDEVNRMH |  | ESLHLFNSIC |
| NHRYFATTSI |  | VLFLNKKDVF |  | FEKIKKAHLS |  | ICFPDYDGPN |  | TYEDAGNYIK |
| VQFLELNMRR |  | DVKEIYSHMT |  | CATDTQNVKF |  | VFDAVTDIII |  | KENLKDCGLF |
|            |  |            |  |            |  |            |  |            |

A: Аланін

C: Цистеїн

D: Аспарагінова кислота

E: Глутамінова кислота

F: Фенілаланін

G: Гліцин

H: Гістидин

I: Ізолейцин

K: Лізин

L: Лейцин

M: Метіонін

N: Аспарагін

P: Пролін

Q: Глутамін

R: Аргінін

S: Серин

T: Треонін

V: Валін

W: Триптофан

Кодований геном білок за функціями належить до білків внутрішньоклітинного сигналінгу, фосфопротеїнів. 
Білок має сайт для зв'язування з нуклеотидами, іонами металів, ГТФ, іоном магнію. 